# アグスティン・アルバレス・ワジャセ
アグスティン・アルバレス・ワジャセ (Agustín Álvarez Wallace , 2001年4月20日 - )は、ウルグアイ・モンテビデオ県モンテビデオ出身のサッカー選手。カンピオナート・ウルグアージョ・CAペニャロール所属。ポジションはMF。

## クラブ経歴
2019年にCAペニャロールのトップチームに昇格。7月27日のダヌービオFC戦でプロデビュー。翌2020年シーズンより出場機会が増え、同年シーズンはリーグ戦19試合に出場。2021年シーズンは10試合の出場に終わったもののリーグ優勝を経験した。